# 西恭之
西 恭之（にし たかゆき、1974年6月 - ）は、日本の国際政治学者。学位は博士（シカゴ大学・2009年）。特定非営利活動法人国際変動研究所主任研究員、静岡県立大学グローバル地域センター特任准教授。

## 来歴

### 生い立ち
1974年6月に生まれた。アメリカ合衆国カリフォルニア州のスタンフォード大学に進学し、政治学科にて学んだ。1996年6月、スタンフォード大学を卒業した。その後、ニューヨーク州のコロンビア大学にて大学院に進学した。1997年5月、コロンビア大学より政治学の修士号を取得した。なお、後年、シカゴ大学の大学院にて学び、2009年8月に政治学の博士号を取得している。

### 主な活動
コロンビア大学大学院修了後、1997年5月から1998年9月にかけて、政治家秘書を務めた。衆議院議員である藤田幸久の下で働いた。シカゴ大学大学院修了後は、軍事アナリストである小川和久が設立した国際変動研究所に勤務することになり、2009年10月より主任研究員を務めている。また、静岡県立大学が設置したグローバル地域センターにおいては、2012年6月より特任助教を務めている。2020年10月、特任准教授。

## 研究
国際安全保障論や危機管理といった分野において、言論活動を行っている。具体的には、アメリカ合衆国における国家戦略、軍事戦略、作戦思想などについて論じるとともに、日本とアメリカ合衆国との同盟関係についても論じている。また、防災や危機管理の体制について、国際比較などを行っている。静岡県立大学のグローバル地域センターにおいては、特任教授の小川和久とともに、地震などの自然災害や原子力発電に対する静岡県の危機管理体制の研究に従事している。その一環として、小川とともに津浪に対する避難施設について現地調査を実施し、その状況を取り纏めた。この研究で得られた知見に基づいて、静岡県庁危機管理部、静岡県立大学グローバル地域センター、静岡県教育委員会では津波対策のチェックリスト等を盛り込んだ『津波避難学校モデル――学校の対策事例から』を作成し、県内の学校に向けて公開している。

## 著作

### 論文
- "Nuclear Strategy as a Constraint on Japanese Nuclear Armament,"paper presented at the 52nd annual meeting of the International Studies Association, Montreal, March 2011. All Academic

- "Threat, Military Culture, and Strategy: The United States in Afghanistan and Iraq," PhD diss., University of Chicago, 2009.

### 共著
- 小川和久・西恭之著『中国の戦争力』中央公論新社、2014年。ISBN 9784120046001

### 執筆・解説等
- リチャード・C・ブッシュ著、森山尚美訳、西恭之訳・解説『日中危機はなぜ起こるのか――アメリカが恐れるシナリオ』柏書房、2012年。ISBN 9784760140381

### 翻訳
- 米国テンペスト社編著、小川和久監訳、西恭之訳『生物化学兵器――初動要員のための生物化学兵器ハンドブック実践マニュアル 』啓正社、2000年。ISBN 4875721145
- 米国テンペスト社編著、小川和久監訳、西恭之訳『生物化学兵器――生物化学兵器早わかりQ&A集』啓正社、2000年。ISBN 4875721153
- スティーヴン・F・トマイチク著、小川和久監訳、西恭之訳『アメリカの対テロ部隊――その組織・装備・戦術』並木書房、2002年。ISBN 4890631550

## 関連人物
- 小川和久
- 藤田幸久